# Łabędź czarnodzioby
Łabędź czarnodzioby (Cygnus columbianus) – gatunek dużego ptaka z podrodziny gęsi (Anserinae) w rodzinie kaczkowatych (Anatidae).

## Zasięg występowania
Łabędź czarnodzioby występuje w zależności od podgatunku:
- C. columbianus columbianus – łabędź czarnodzioby[5] – Alaska, północna Kanada. Zimuje głównie na zachodzie i wschodnim wybrzeżu USA.
- C. columbianus bewickii – łabędź mały[5], łabędź Bewicka[8] – gnieździ się w eurazjatyckiej tundrze, populacje zachodnie zimują na wybrzeżach Morza Północnego i Morza Śródziemnego. W Polsce spotykany głównie podczas przelotów oraz zimą (październik - kwiecień) na niżu, zwłaszcza na północy.

## Morfologia
Długość ciała ok. 110–120 cm, rozpiętość skrzydeł ok. 190 cm; masa ciała samic 4,1–9 kg, samców 3,8–10,5 kg. Najmniejszy łabędź Europy. W porównaniu z innymi łabędziami ma krótszą i masywniejszą szyję. Obie płcie są ubarwione czysto biało, dziób czarny z żółtą plamą u nasady, nie sięgającą do otworów nosowych (znacznie mniejszą u C. c. columbianus niż u C. c. bewickii). Nogi czarne. Młode brudnoszare z różowym dziobem o czarnej końcówce, białawym u nasady.

## Tryb życia
BiotopGnieździ się na brzegach rzek strefy tundry i lasotundry. Zimuje na wybrzeżach morskich i zabagnionych jeziorach w głębi lądu.
GniazdoNa ziemi, blisko wody.
JajaW ciągu roku wyprowadza jeden lęg, składając 1 do 7 jaj.
WysiadywanieJaja wysiadywane są przez okres 35–40 dni. Pisklęta opuszczają gniazdo po 60–70 dniach.
PożywienieRośliny wodne i trawa oraz niewielkie ilości bezkręgowców wodnych.

## Status i ochrona
Międzynarodowa Unia Ochrony Przyrody (IUCN) uznaje łabędzia czarnodziobego za gatunek najmniejszej troski (LC – least concern) nieprzerwanie od 1988 roku. Organizacja Wetlands International w 2016 roku szacowała liczebność światowej populacji na 317–336 tysięcy osobników. W 2015 roku BirdLife International szacowało liczebność populacji europejskiej na 5000–6000 par lęgowych. Trend liczebności populacji nie jest znany.
W Polsce gatunek ten jest objęty ścisłą ochroną gatunkową.